# Mimotetrorea spinipennis
Mimotetrorea spinipennis är en skalbaggsart som beskrevs av Stefan von Breuning 1973. Mimotetrorea spinipennis ingår i släktet Mimotetrorea och familjen långhorningar.
Artens utbredningsområde är Filippinerna. Inga underarter finns listade i Catalogue of Life.